# Eleições gerais na Espanha em 1979
As eleições gerais na Espanha de 1979 foram disputadas a 1 de Março e, serviram para eleger os 350 deputados para o Congresso dos Deputados.
Os resultados das eleições deram nova vitória à União de Centro Democrático, de Adolfo Suárez, ao conquistar 34,84% e 168 deputados. Esta vitória permitiu aos centristas continuar com um governo minoritário, apoiados pelos populares e socialistas andaluzes.

## Resultados oficiais
| Partido                 | Partido                              | Votos      | %               | +/-   | Deputados | +/-     |
| ----------------------- | ------------------------------------ | ---------- | --------------- | ----- | --------- | ------- |
|                         | União de Centro Democrático          | 6 268 593  | 34,84 / 100,00  | 0,40  | 168 / 350 | 3       |
|                         | Partido Socialista Operário Espanhol | 5 469 813  | 30,40 / 100,00  | 1,08  | 121 / 350 | 3       |
|                         | Partido Comunista de Espanha         | 1 938 487  | 10,77 / 100,00  | 1,44  | 23 / 350  | 3       |
|                         | Coligação Democrática                | 1 060 330  | 5,89 / 100,00   | 2,32  | 9 / 350   | 7       |
|                         | Convergência e União                 | 483 353    | 2,69 / 100,00   | 1,06  | 8 / 350   | 5       |
|                         | União Nacional                       | 378 964    | 2,11 / 100,00   | 1,74  | 1 / 350   | 1       |
|                         | Partido Andaluz                      | 325 842    | 1,81 / 100,00   | Novo  | 5 / 350   | Novo    |
|                         | Partido Nacionalista Basco           | 296 597    | 1,65 / 100,00   | 0,03  | 7 / 350   | 1       |
|                         | Partido do Trabalho de Espanha       | 192 798    | 1,07 / 100,00   | 0,40  | 0 / 350   | Estável |
|                         | Herri Batasuna                       | 172 110    | 0,96 / 100,00   | 0,76  | 3 / 350   | 3       |
|                         | Esquerda Republicana da Catalunha    | 123 452    | 0,69 / 100,00   | 0,10  | 1 / 350   | Estável |
|                         | Esquerda Basca                       | 85 677     | 0,48 / 100,00   | 0,14  | 1 / 350   | Estável |
|                         | União Popular Canária                | 58 953     | 0,33 / 100,00   | Novo  | 1 / 350   | Novo    |
|                         | Partido Aragonês                     | 38 042     | 0,21 / 100,00   | 0,01  | 1 / 350   | Estável |
|                         | União do Povo Navarro                | 28 248     | 0,16 / 100,00   | Novo  | 1 / 350   | Novo    |
|                         | Outros                               | 1 012 389  | 4,15 / 100,00   |       | 0 / 350   |         |
| Votos Inválidos         | Votos Inválidos                      | 325 544    | 1,79 / 100,00   | 0,06  |           |         |
| Total                   | Total                                | 18 259 192 | 100,00 / 100,00 |       | 350 / 350 |         |
| Eleitorado/Participação | Eleitorado/Participação              | 26 836 490 | 68,04 / 100,00  | 10,79 |           |         |
| Fonte                   | Fonte                                | [ 2 ]      | [ 2 ]           | [ 2 ] | [ 2 ]     | [ 2 ]   |

## Resultados por comunidade autónoma
|                | %    | D   | %    | D    | %    | D   | %    | D  | %    | D   | %   | D  | %    | D  | %    | D   | %    | D  | %   | D   | %   | D  | %    | D   | %   | D  | %    | D   |            |
| Região         | UCD  | UCD | PSOE | PSOE | PCE  | PCE | CD   | CD | CiU  | CiU | UN  | UN | PA   | PA | PNV  | PNV | HB   | HB | ERC | ERC | EE  | EE | UPC  | UPC | PA  | PA | UPN  | UPN | Votantes   |
| -------------- | ---- | --- | ---- | ---- | ---- | --- | ---- | -- | ---- | --- | --- | -- | ---- | -- | ---- | --- | ---- | -- | --- | --- | --- | -- | ---- | --- | --- | -- | ---- | --- | ---------- |
| Andaluzia      | 31,8 | 24  | 33,5 | 23   | 13,3 | 7   | 4,3  | -  | -    | -   | 1,6 | -  | 11,1 | 5  | -    | -   | -    | -  | -   | -   | -   | -  | -    | -   | -   | -  | -    | -   | 2 977 659  |
| Aragão         | 41,0 | 8   | 28,3 | 5    | 7,1  | -   | 5,6  | -  | -    | -   | 1,7 | -  | -    | -  | -    | -   | -    | -  | -   | -   | -   | -  | -    | -   | 6,1 | 1  | -    | -   | 636 606    |
| Astúrias       | 33,0 | 4   | 37,3 | 4    | 13,7 | 1   | 8,6  | 1  | -    | -   | 2,1 | -  | -    | -  | -    | -   | -    | -  | -   | -   | -   | -  | -    | -   | -   | -  | -    | -   | 545 179    |
| Baleares       | 48,9 | 4   | 29,4 | 2    | 4,9  | -   | 9,2  | -  | -    | -   | 1,1 | -  | -    | -  | -    | -   | -    | -  | -   | -   | -   | -  | -    | -   | -   | -  | -    | -   | 314 850    |
| Canárias       | 58,4 | 9   | 17,8 | 3    | 3,7  | -   | 3,7  | -  | -    | -   | 1,1 | -  | -    | -  | -    | -   | -    |    | -   | -   | -   | -  | 11,0 | 1   | -   | -  | -    | -   | 547 723    |
| Cantábria      | 41,9 | 3   | 30,3 | 2    | 6,6  | -   | 10,3 | -  | -    | -   | 3,9 | -  | -    | -  | -    | -   | -    | -  | -   | -   | -   | -  | -    | -   | -   | -  | -    | -   | 264 658    |
| Castela e Leão | 51,0 | 25  | 25,6 | 10   | 4,9  | -   | 9,4  | -  | -    | -   | 2,2 | -  | -    | -  | -    | -   | -    | -  | -   | -   | -   | -  | -    | -   | -   | -  | -    | -   | 1 358 345  |
| Castela-Mancha | 43,0 | 13  | 34,5 | 8    | 9,8  | -   | 5,8  | -  | -    | -   | 4,4 | -  | -    | -  | -    | -   | -    | -  | -   | -   | -   | -  | -    | -   | -   | -  | -    | -   | 888 333    |
| Catalunha      | 19,4 | 12  | 29,7 | 17   | 17,4 | 8   | 3,7  | 1  | 16,4 | 8   | 0,9 | -  | -    | -  | -    | -   | -    | -  | 4,2 | 1   | -   | -  | -    | -   | -   | -  | -    | -   | 3 004 101  |
| Ceuta          | 51,9 | 1   | 35,3 | -    | -    | -   | 7,9  | -  | -    | -   | 3,5 | -  | -    | -  | -    | -   | -    | -  | -   | -   | -   | -  | -    | -   | -   | -  | -    | -   | 21 484     |
| C. Valenciana  | 36,5 | 13  | 37,3 | 13   | 12,0 | 3   | 4,5  | -  | -    | -   | 2,3 | -  | -    | -  | -    | -   | -    | -  | -   | -   | -   | -  | -    | -   | -   | -  | -    | -   | 1 896 784  |
| Estremadura    | 45,6 | 7   | 37,6 | 5    | 7,8  | -   | 3,7  | -  | -    | -   | 2,2 | -  | -    | -  | -    | -   | -    | -  | -   | -   | -   | -  | -    | -   | -   | -  | -    | -   | 541 867    |
| Galiza         | 48,2 | 17  | 17,3 | 6    | 4,2  | -   | 14,2 | 4  | -    | -   | 0,8 | -  | -    | -  | -    | -   | -    | -  | -   | -   | -   | -  | -    | -   | -   | -  | -    | -   | 1 039 743  |
| Madrid         | 33,1 | 12  | 33,3 | 12   | 13,5 | 4   | 8,6  | 3  | -    | -   | 4,8 | 1  | -    | -  | -    | -   | -    | -  | -   | -   | -   | -  | -    | -   | -   | -  | -    | -   | 2 328 229  |
| Melilha        | 51,6 | 1   | 21,4 | -    | 4,5  | -   | 4,8  | -  | -    | -   | 2,5 | -  | -    | -  | -    | -   | -    | -  | -   | -   | -   | -  | -    | -   | -   | -  | -    | -   | 17 686     |
| Múrcia         | 39,1 | 4   | 39,2 | 4    | 7,9  | -   | 5,7  | -  | -    | -   | 1,5 | -  | -    | -  | -    | -   | -    | -  | -   | -   | -   | -  | -    | -   | -   | -  | -    | -   | 461 971    |
| Navarra        | 32,9 | 3   | 21,9 | 1    | 2,2  | -   | -    | -  | -    | -   | -   | -  | -    | -  | 8,4  | -   | 8,9  | -  | -   | -   | -   | -  | -    | -   | -   | -  | 11,2 | 1   | 257 005    |
| País Basco     | 16,9 | 5   | 19,1 | 5    | 4,6  | -   | -    | -  | -    | -   | 1,1 | -  | -    | -  | 27,6 | 7   | 15,0 | 3  | -   | -   | 8,0 | 1  | -    | -   | -   | -  | -    | -   | 1 020 550  |
| La Rioja       | 48,0 | 3   | 29,1 | 1    | 3,6  | -   | 13,9 | -  | -    | -   | 1,2 | -  | -    | -  | -    | -   | -    | -  | -   | -   | -   | -  | -    | -   | -   | -  | -    | -   | 136 419    |
| Espanha        | 34,8 | 168 | 30,4 | 121  | 10,8 | 23  | 5,9  | 9  | 2,7  | 8   | 2,1 | 1  | 1,8  | 5  | 1,7  | 7   | 1,0  | 3  | 0,7 | 1   | 0,5 | 1  | 0,3  | 1   | 0,2 | 1  | 0,2  | 1   | 18 259 192 |

### Andaluzia
| Partido                 | Partido                              | Votos     | %               | +/-  | Deputados | +/-     |
| ----------------------- | ------------------------------------ | --------- | --------------- | ---- | --------- | ------- |
|                         | Partido Socialista Operário Espanhol | 986 842   | 33,53 / 100,00  | 2,63 | 23 / 59   | 4       |
|                         | União de Centro Democrático          | 935 760   | 31,79 / 100,00  | 2,58 | 24 / 59   | 2       |
|                         | Partido Comunista de Espanha         | 392 442   | 13,33 / 100,00  | 2,05 | 7 / 59    | 2       |
|                         | Partido Andaluz                      | 325 842   | 11,07 / 100,00  | Novo | 5 / 59    | Novo    |
|                         | Coligação Democrática                | 125 963   | 4,28 / 100,00   | 2,79 | 0 / 59    | Estável |
|                         | Partido do Trabalho de Espanha       | 58 139    | 1,98 / 100,00   | 0,40 | 0 / 59    | Estável |
|                         | União Nacional                       | 48 310    | 1,64 / 100,00   | 1,37 | 0 / 59    | Estável |
|                         | Outros                               | 65 323    | 2,21 / 100,00   |      | 0 / 59    |         |
| Votos Inválidos         | Votos Inválidos                      | 39 038    | 1,31 / 100,00   | 0,12 |           |         |
| Total                   | Total                                | 2 977 659 | 100,00 / 100,00 |      | 59 / 59   |         |
| Eleitorado/Participação | Eleitorado/Participação              | 4 337 157 | 68,65 / 100,00  | 9,83 |           |         |

### Aragão
| Partido                 | Partido                              | Votos   | %               | +/-   | Deputados | +/-     |
| ----------------------- | ------------------------------------ | ------- | --------------- | ----- | --------- | ------- |
|                         | União de Centro Democrático          | 256 681 | 40,95 / 100,00  | 3,95  | 8 / 14    | 1       |
|                         | Partido Socialista Operário Espanhol | 177 371 | 28,30 / 100,00  | 3,55  | 5 / 14    | Estável |
|                         | Partido Comunista de Espanha         | 44 461  | 7,09 / 100,00   | 2,14  | 0 / 14    | Estável |
|                         | Partido Aragonês                     | 38 042  | 6,07 / 100,00   | 0,37  | 1 / 14    | Estável |
|                         | Coligação Democrática                | 35 220  | 5,62 / 100,00   | 3,16  | 0 / 14    | Estável |
|                         | Partido do Trabalho de Espanha       | 21 023  | 3,35 / 100,00   | 1,88  | 0 / 14    | Estável |
|                         | Coligação por Aragão                 | 19 220  | 3,07 / 100,00   | Novo  | 0 / 14    | Novo    |
|                         | União Nacional                       | 10 743  | 1,71 / 100,00   | 1,30  | 0 / 14    | Estável |
|                         | Outros                               | 21 557  | 3,42 / 100,00   |       | 0 / 14    |         |
| Votos Inválidos         | Votos Inválidos                      | 12 288  | 1,94 / 100,00   | 0,10  |           |         |
| Total                   | Total                                | 636 606 | 100,00 / 100,00 |       | 14 / 14   |         |
| Eleitorado/Participação | Eleitorado/Participação              | 899 761 | 70,75 / 100,00  | 10,82 |           |         |

### Astúrias
| Partido                 | Partido                              | Votos   | %               | +/-   | Deputados | +/-     |
| ----------------------- | ------------------------------------ | ------- | --------------- | ----- | --------- | ------- |
|                         | Partido Socialista Operário Espanhol | 200 346 | 37,28 / 100,00  | 5,54  | 4 / 10    | Estável |
|                         | União de Centro Democrático          | 177 459 | 33,02 / 100,00  | 2,15  | 4 / 10    | Estável |
|                         | Partido Comunista de Espanha         | 73 744  | 13,72 / 100,00  | 3,25  | 1 / 10    | Estável |
|                         | Coligação Democrática                | 46 365  | 8,63 / 100,00   | 4,90  | 1 / 10    | Estável |
|                         | União Nacional                       | 11 178  | 2,08 / 100,00   | 1,74  | 0 / 10    | Estável |
|                         | Movimento Comunista                  | 6 003   | 1,12 / 100,00   | 0,76  | 0 / 10    | Estável |
|                         | Outros                               | 21 073  | 3,92 / 100,00   |       | 0 / 10    |         |
| Votos Inválidos         | Votos Inválidos                      | 9 011   | 1,65 / 100,00   | 0,11  |           |         |
| Total                   | Total                                | 545 179 | 100,00 / 100,00 |       | 10 / 10   |         |
| Eleitorado/Participação | Eleitorado/Participação              | 868 893 | 62,74 / 100,00  | 11,83 |           |         |

### Baleares
| Partido                 | Partido                              | Votos   | %               | +/-  | Deputados | +/-     |
| ----------------------- | ------------------------------------ | ------- | --------------- | ---- | --------- | ------- |
|                         | União de Centro Democrático          | 146 927 | 48,92 / 100,00  | 2,97 | 4 / 6     | Estável |
|                         | Partido Socialista Operário Espanhol | 88 232  | 29,38 / 100,00  | 6,04 | 2 / 6     | Estável |
|                         | Coligação Democrática                | 27 554  | 9,17 / 100,00   | 0,14 | 0 / 6     | Estável |
|                         | Partido Comunista de Espanha         | 14 757  | 4,91 / 100,00   | 0,45 | 0 / 6     | Estável |
|                         | Partido Socialista de Maiorca        | 10 022  | 3,34 / 100,00   | Novo | 0 / 6     | Novo    |
|                         | União Nacional                       | 3 165   | 1,05 / 100,00   | 0,86 | 0 / 6     | Estável |
|                         | Outros                               | 8 540   | 2,85 / 100,00   |      | 0 / 6     |         |
| Votos Inválidos         | Votos Inválidos                      | 15 653  | 4,99 / 100,00   | 2,58 |           |         |
| Total                   | Total                                | 314 850 | 100,00 / 100,00 |      | 6 / 6     |         |
| Eleitorado/Participação | Eleitorado/Participação              | 452 061 | 69,65 / 100,00  | 9,18 |           |         |

### Canárias
| Partido                 | Partido                              | Votos   | %               | +/-   | Deputados | +/-     |
| ----------------------- | ------------------------------------ | ------- | --------------- | ----- | --------- | ------- |
|                         | União de Centro Democrático          | 311 750 | 58,36 / 100,00  | 1,49  | 9 / 13    | 1       |
|                         | Partido Socialista Operário Espanhol | 95 220  | 17,82 / 100,00  | 1,27  | 3 / 13    | Estável |
|                         | União Popular Canária                | 58 953  | 11,04 / 100,00  | Novo  | 1 / 13    | Novo    |
|                         | Coligação Democrática                | 19 811  | 3,71 / 100,00   | 4,29  | 0 / 13    | Estável |
|                         | Partido Comunista de Espanha         | 19 805  | 3,71 / 100,00   | 0,40  | 0 / 13    | Estável |
|                         | Partido do País Canário              | 10 099  | 1,89 / 100,00   | Novo  | 0 / 13    | Novo    |
|                         | União Nacional                       | 5 700   | 1,07 / 100,00   | -     | 0 / 13    | -       |
|                         | Outros                               | 11 168  | 2,08 / 100,00   |       | 0 / 13    | Estável |
| Votos Inválidos         | Votos Inválidos                      | 15 217  | 2,79 / 100,00   | 0,63  |           |         |
| Total                   | Total                                | 547 723 | 100,00 / 100,00 |       | 13 / 13   |         |
| Eleitorado/Participação | Eleitorado/Participação              | 895 844 | 61,14 / 100,00  | 11,94 |           |         |

### Cantábria
| Partido                 | Partido                                          | Votos   | %               | +/-   | Deputados | +/-     |
| ----------------------- | ------------------------------------------------ | ------- | --------------- | ----- | --------- | ------- |
|                         | União de Centro Democrático                      | 108 552 | 41,86 / 100,00  | 1,80  | 3 / 5     | Estável |
|                         | Partido Socialista Operário Espanhol             | 78 512  | 30,28 / 100,00  | 3,91  | 2 / 5     | 1       |
|                         | Coligação Democrática                            | 26 707  | 10,30 / 100,00  | 3,97  | 0 / 5     | 1       |
|                         | Partido Comunista de Espanha                     | 17 140  | 6,61 / 100,00   | 1,16  | 0 / 5     | Estável |
|                         | União Nacional                                   | 10 106  | 3,90 / 100,00   | 2,50  | 0 / 5     | Estável |
|                         | Partido do Trabalho de Espanha                   | 4 014   | 1,55 / 100,00   | 0,91  | 0 / 5     | Estável |
|                         | Partido Socialista Operário Espanhol (Histórico) | 3 735   | 1,44 / 100,00   | 2,04  | 0 / 5     | Estável |
|                         | Organização Revolucionário dos Trabalhadores     | 3 267   | 1,26 / 100,00   | 0,27  | 0 / 5     | Estável |
|                         | Outros                                           | 6 099   | 2,35 / 100,00   |       | 0 / 5     |         |
| Votos Inválidos         | Votos Inválidos                                  | 6 526   | 2,47 / 100,00   | 0,56  |           |         |
| Total                   | Total                                            | 264 658 | 100,00 / 100,00 |       | 5 / 5     |         |
| Eleitorado/Participação | Eleitorado/Participação                          | 375 666 | 70,45 / 100,00  | 10,28 |           |         |

### Castela e Leão
| Partido                 | Partido                                | Votos     | %               | +/-   | Deputados | +/-     |
| ----------------------- | -------------------------------------- | --------- | --------------- | ----- | --------- | ------- |
|                         | União de Centro Democrático            | 682 126   | 50,98 / 100,00  | 0,45  | 25 / 35   | Estável |
|                         | Partido Socialista Operário Espanhol   | 342 798   | 25,62 / 100,00  | 2,01  | 10 / 35   | 2       |
|                         | Coligação Democrática                  | 125 744   | 9,40 / 100,00   | 2,30  | 0 / 35    | 2       |
|                         | Partido Comunista de Espanha           | 65 096    | 4,86 / 100,00   | 1,18  | 0 / 35    | Estável |
|                         | União Nacional                         | 29 874    | 2,23 / 100,00   | 1,69  | 0 / 35    | Estável |
|                         | Partido Nacionalista de Castela e Leão | 16 016    | 1,20 / 100,00   | Novo  | 0 / 35    | Novo    |
|                         | Outros                                 | 68 529    | 4,55 / 100,00   |       | 0 / 35    |         |
| Votos Inválidos         | Votos Inválidos                        | 28 162    | 2,08 / 100,00   | 0,02  |           |         |
| Total                   | Total                                  | 1 385 345 | 100,00 / 100,00 |       | 35 / 35   |         |
| Eleitorado/Participação | Eleitorado/Participação                | 1 952 164 | 69,58 / 100,00  | 11,34 |           |         |

### Castela-Mancha
| Partido                 | Partido                              | Votos     | %               | +/-   | Deputados | +/-     |
| ----------------------- | ------------------------------------ | --------- | --------------- | ----- | --------- | ------- |
|                         | União de Centro Democrático          | 378 113   | 43,02 / 100,00  | 0,49  | 13 / 21   | 1       |
|                         | Partido Socialista Operário Espanhol | 303 558   | 34,54 / 100,00  | 4,73  | 8 / 21    | Estável |
|                         | Partido Comunista de Espanha         | 85 825    | 9,77 / 100,00   | 2,52  | 0 / 21    | Estável |
|                         | Coligação Democrática                | 50 620    | 5,76 / 100,00   | 7,10  | 0 / 21    | 1       |
|                         | União Nacional                       | 38 271    | 4,35 / 100,00   | 2,18  | 0 / 21    | Estável |
|                         | Outros                               | 20 134    | 2,32 / 100,00   |       | 0 / 21    |         |
| Votos Inválidos         | Votos Inválidos                      | 11 612    | 1,31 / 100,00   | 0,05  |           |         |
| Total                   | Total                                | 888 333   | 100,00 / 100,00 |       | 21 / 21   |         |
| Eleitorado/Participação | Eleitorado/Participação              | 1 220 596 | 72,78 / 100,00  | 10,83 |           |         |

### Catalunha
| Partido                 | Partido                                          | Votos     | %               | +/-   | Deputados | +/-     |
| ----------------------- | ------------------------------------------------ | --------- | --------------- | ----- | --------- | ------- |
|                         | Partido dos Socialistas da Catalunha             | 875 529   | 29,67 / 100,00  | 1,11  | 17 / 47   | 2       |
|                         | União de Centro Democrático                      | 570 948   | 19,35 / 100,00  | 2,44  | 12 / 47   | 3       |
|                         | Partido Socialista Unificado da Catalunha        | 512 792   | 17,38 / 100,00  | 0,93  | 8 / 47    | Estável |
|                         | Convergência e União                             | 483 353   | 16,38 / 100,00  | 6,17  | 8 / 47    | 5       |
|                         | Esquerda Republicana da Catalunha                | 123 452   | 4,18 / 100,00   | 0,54  | 1 / 47    | Estável |
|                         | Coligação Democrática                            | 107 629   | 3,65 / 100,00   | 0,10  | 1 / 47    | Estável |
|                         | Bloco de Esquerda para a Libertação Nacional     | 46 962    | 1,59 / 100,00   | Novo  | 0 / 47    | Novo    |
|                         | Partido do Trabalho de Espanha                   | 40 345    | 1,37 / 100,00   | -     | 0 / 47    | -       |
|                         | Partido Socialista Operário Espanhol (Histórico) | 29 868    | 1,01 / 100,00   | 0,72  | 0 / 47    | Estável |
|                         | Outros                                           | 135 517   | 5,04 / 100,00   |       | 0 / 47    |         |
| Votos Inválidos         | Votos Inválidos                                  | 64 678    | 2,16 / 100,00   | 0,64  |           |         |
| Total                   | Total                                            | 3 004 101 | 100,00 / 100,00 |       | 47 / 47   |         |
| Eleitorado/Participação | Eleitorado/Participação                          | 4 442 661 | 67,62 / 100,00  | 11,92 |           |         |

### Ceuta
| Partido                 | Partido                              | Votos  | %               | +/-   | Deputados | +/-     |
| ----------------------- | ------------------------------------ | ------ | --------------- | ----- | --------- | ------- |
|                         | União de Centro Democrático          | 11 020 | 51,87 / 100,00  | 15,61 | 1 / 1     | Estável |
|                         | Partido Socialista Operário Espanhol | 7 502  | 35,31 / 100,00  | 2,84  | 0 / 1     | Estável |
|                         | Coligação Democrática                | 1 669  | 7,86 / 100,00   | 4,14  | 0 / 1     | Estável |
|                         | União Nacional                       | 735    | 3,46 / 100,00   | -     | 0 / 1     | -       |
|                         | Outros                               | 206    | 0,97 / 100,00   |       | 0 / 1     |         |
| Votos Inválidos         | Votos Inválidos                      | 352    | 1,65 / 100,00   | 0,20  |           |         |
| Total                   | Total                                | 21 484 | 100,00 / 100,00 |       | 1 / 1     |         |
| Eleitorado/Participação | Eleitorado/Participação              | 32 831 | 65,44 / 100,00  | 12,16 |           |         |

### Comunidade Valenciana
| Partido                 | Partido                                          | Votos     | %               | +/-  | Deputados | +/-     |
| ----------------------- | ------------------------------------------------ | --------- | --------------- | ---- | --------- | ------- |
|                         | Partido Socialista Operário Espanhol             | 698 677   | 37,31 / 100,00  | 0,98 | 13 / 29   | Estável |
|                         | União de Centro Democrático                      | 683 104   | 36,48 / 100,00  | 3,50 | 13 / 29   | 2       |
|                         | Partido Comunista de Espanha                     | 224 520   | 11,99 / 100,00  | 2,85 | 3 / 29    | 1       |
|                         | Coligação Democrática                            | 84 316    | 4,50 / 100,00   | 1,43 | 0 / 29    | 1       |
|                         | União Nacional                                   | 43 239    | 2,31 / 100,00   | 1,06 | 0 / 29    | Estável |
|                         | Partido Socialista Operário Espanhol (Histórico) | 19 883    | 1,06 / 100,00   | 0,39 | 0 / 29    | Estável |
|                         | Outros                                           | 113 761   | 6,08 / 100,00   |      | 0 / 29    |         |
| Votos Inválidos         | Votos Inválidos                                  | 29 284    | 1,55 / 100,00   | 0,16 |           |         |
| Total                   | Total                                            | 1 896 784 | 100,00 / 100,00 |      | 29 / 29   |         |
| Eleitorado/Participação | Eleitorado/Participação                          | 2 532 760 | 74,89 / 100,00  | 9,17 |           |         |

### Estremadura
| Partido                 | Partido                                      | Votos   | %               | +/-  | Deputados | +/-     |
| ----------------------- | -------------------------------------------- | ------- | --------------- | ---- | --------- | ------- |
|                         | União de Centro Democrático                  | 244 291 | 45,59 / 100,00  | 4,45 | 7 / 12    | 1       |
|                         | Partido Socialista Operário Espanhol         | 201 350 | 37,57 / 100,00  | 6,79 | 5 / 12    | 1       |
|                         | Partido Comunista de Espanha                 | 41 650  | 7,77 / 100,00   | 2,33 | 0 / 12    | Estável |
|                         | Coligação Democrática                        | 19 684  | 3,67 / 100,00   | 4,16 | 0 / 12    | Estável |
|                         | União Nacional                               | 11 876  | 2,22 / 100,00   | 1,56 | 0 / 12    | Estável |
|                         | Organização Revolucionário dos Trabalhadores | 6 282   | 1,17 / 100,00   | 0,55 | 0 / 12    | Estável |
|                         | Outros                                       | 9 737   | 1,81 / 100,00   |      | 0 / 12    |         |
| Votos Inválidos         | Votos Inválidos                              | 6 997   | 1,29 / 100,00   | 0,09 |           |         |
| Total                   | Total                                        | 541 867 | 100,00 / 100,00 |      | 12 / 12   |         |
| Eleitorado/Participação | Eleitorado/Participação                      | 773 258 | 70,08 / 100,00  | 7,13 |           |         |

### Galiza
| Partido                 | Partido                                          | Votos     | %               | +/-   | Deputados | +/-     |
| ----------------------- | ------------------------------------------------ | --------- | --------------- | ----- | --------- | ------- |
|                         | União de Centro Democrático                      | 493 124   | 48,18 / 100,00  | 5,58  | 17 / 27   | 3       |
|                         | Partido Socialista Operário Espanhol             | 177 298   | 17,32 / 100,00  | 1,80  | 6 / 27    | 3       |
|                         | Coligação Democrática                            | 145 266   | 14,19 / 100,00  | 1,06  | 4 / 27    | Estável |
|                         | Bloco Nacional Popular Galego                    | 60 889    | 5,95 / 100,00   | 3,93  | 0 / 27    | Estável |
|                         | Unidade Galega                                   | 55 555    | 5,43 / 100,00   | 3,02  | 0 / 27    | Estável |
|                         | Partido Comunista de Espanha                     | 42 594    | 4,16 / 100,00   | 1,13  | 0 / 27    | Estável |
|                         | Partido Socialista Operário Espanhol (Histórico) | 12 368    | 1,21 / 100,00   | 0,79  | 0 / 27    | Estável |
|                         | Outros                                           | 34 696    | 3,38 / 100,00   |       | 0 / 27    |         |
| Votos Inválidos         | Votos Inválidos                                  | 17 953    | 1,72 / 100,00   | 0,76  |           |         |
| Total                   | Total                                            | 1 039 743 | 100,00 / 100,00 |       | 27 / 27   |         |
| Eleitorado/Participação | Eleitorado/Participação                          | 2 113 299 | 49,20 / 100,00  | 11,53 |           |         |

### Madrid
| Partido                 | Partido                                      | Votos     | %               | +/-   | Deputados | +/-     |
| ----------------------- | -------------------------------------------- | --------- | --------------- | ----- | --------- | ------- |
|                         | Partido Socialista Operário Espanhol         | 769 328   | 33,34 / 100,00  | 1,66  | 12 / 32   | 1       |
|                         | União de Centro Democrático                  | 764 830   | 33,14 / 100,00  | 1,19  | 12 / 32   | 1       |
|                         | Partido Comunista de Espanha                 | 310 496   | 13,46 / 100,00  | 2,76  | 4 / 32    | Estável |
|                         | Coligação Democrática                        | 198 345   | 8,60 / 100,00   | 1,88  | 3 / 32    | Estável |
|                         | União Nacional                               | 110 730   | 4,80 / 100,00   | 4,11  | 1 / 32    | 1       |
|                         | Organização Revolucionário dos Trabalhadores | 48 354    | 2,10 / 100,00   | 1,39  | 0 / 32    | Estável |
|                         | Partido do Trabalho de Espanha               | 25 832    | 1,12 / 100,00   | 0,54  | 0 / 32    | Estável |
|                         | Outros                                       | 71 038    | 3,07 / 100,00   |       | 0 / 32    |         |
| Votos Inválidos         | Votos Inválidos                              | 29 276    | 1,26 / 100,00   | 0,02  |           |         |
| Total                   | Total                                        | 2 328 229 | 100,00 / 100,00 |       | 32 / 32   |         |
| Eleitorado/Participação | Eleitorado/Participação                      | 3 177 732 | 73,27 / 100,00  | 11,73 |           |         |

### Melilha
| Partido                 | Partido                              | Votos  | %               | +/-   | Deputados | +/-     |
| ----------------------- | ------------------------------------ | ------ | --------------- | ----- | --------- | ------- |
|                         | União de Centro Democrático          | 9 035  | 51,57 / 100,00  | 4,70  | 1 / 1     | Estável |
|                         | Partido Socialista Operário Espanhol | 3 750  | 21,40 / 100,00  | 5,72  | 0 / 1     | Estável |
|                         | Candidato Independente de Melilha    | 1 820  | 10,39 / 100,00  | Novo  | 0 / 1     | Novo    |
|                         | Coligação Democrática                | 848    | 4,84 / 100,00   | 6,04  | 0 / 1     | Estável |
|                         | Partido Comunista de Espanha         | 793    | 4,53 / 100,00   | 0,54  | 0 / 1     | Estável |
|                         | União Nacional                       | 429    | 2,45 / 100,00   | -     | 0 / 1     | -       |
|                         | Partido do Trabalho de Espanha       | 353    | 2,01 / 100,00   | -     | 0 / 1     | -       |
|                         | Partido Carlista                     | 194    | 1,11 / 100,00   | -     | 0 / 1     | -       |
|                         | Movimento Comunista                  | 180    | 1,03 / 100,00   | -     | 0 / 1     | -       |
|                         | Outros                               | 55     | 0,31 / 100,00   |       | 0 / 1     |         |
| Votos Inválidos         | Votos Inválidos                      | 229    | 1,30 / 100,00   | 0,48  |           |         |
| Total                   | Total                                | 17 686 | 100,00 / 100,00 |       | 1 / 1     |         |
| Eleitorado/Participação | Eleitorado/Participação              | 29 149 | 60,67 / 100,00  | 15,37 |           |         |

### Múrcia
| Partido                 | Partido                                          | Votos   | %               | +/-  | Deputados | +/-     |
| ----------------------- | ------------------------------------------------ | ------- | --------------- | ---- | --------- | ------- |
|                         | União de Centro Democrático                      | 178 621 | 39,15 / 100,00  | 0,85 | 4 / 8     | Estável |
|                         | Partido Socialista Operário Espanhol             | 178 229 | 39,07 / 100,00  | 4,14 | 4 / 8     | Estável |
|                         | Partido Comunista de Espanha                     | 36 090  | 7,91 / 100,00   | 1,22 | 0 / 8     | Estável |
|                         | Coligação Democrática                            | 25 093  | 5,68 / 100,00   | 1,08 | 0 / 8     | Estável |
|                         | Partido Socialista Operário Espanhol (Histórico) | 7 784   | 1,71 / 100,00   | 0,39 | 0 / 8     | Estável |
|                         | União Nacional                                   | 6 925   | 1,52 / 100,00   | 1,00 | 0 / 8     | Estável |
|                         | Partido Cantonal                                 | 6 290   | 1,38 / 100,00   | Novo | 0 / 8     | Novo    |
|                         | Organização Revolucionário dos Trabalhadores     | 4 715   | 1,03 / 100,00   | 0,45 | 0 / 8     | Estável |
|                         | Outros                                           | 9 570   | 2,08 / 100,00   |      | 0 / 8     |         |
| Votos Inválidos         | Votos Inválidos                                  | 7 844   | 1,71 / 100,00   | 0,57 |           |         |
| Total                   | Total                                            | 461 971 | 100,00 / 100,00 |      | 8 / 8     |         |
| Eleitorado/Participação | Eleitorado/Participação                          | 635 376 | 72,71 / 100,00  | 9,09 |           |         |

### Navarra
| Partido                 | Partido                              | Votos   | %               | +/-   | Deputados | +/-     |
| ----------------------- | ------------------------------------ | ------- | --------------- | ----- | --------- | ------- |
|                         | União de Centro Democrático          | 83 302  | 32,93 / 100,00  | 3,90  | 3 / 5     | Estável |
|                         | Partido Socialista Operário Espanhol | 55 399  | 21,90 / 100,00  | 0,73  | 1 / 5     | 1       |
|                         | União do Povo Navarro                | 28 248  | 11,17 / 100,00  | Novo  | 1 / 5     | Novo    |
|                         | Herri Batasuna                       | 22 425  | 8,86 / 100,00   | -     | 0 / 5     | -       |
|                         | Partido Nacionalista Basco           | 21 305  | 8,42 / 100,00   | 1,43  | 0 / 5     | Estável |
|                         | Partido Carlista                     | 19 522  | 7,72 / 100,00   | 4,45  | 0 / 5     | Estável |
|                         | União da Esquerda Navarra            | 10 970  | 4,34 / 100,00   | 10,24 | 0 / 5     | Estável |
|                         | Partido Comunista de Espanha         | 5 619   | 2,22 / 100,00   | 0,22  | 0 / 5     | Estável |
|                         | Movimento Comunista                  | 2 962   | 1,17 / 100,00   | -     | 0 / 5     | -       |
|                         | Outros                               | 2 419   | 0,95 / 100,00   |       | 0 / 5     |         |
| Votos Inválidos         | Votos Inválidos                      | 4 834   | 1,88 / 100,00   | 0,10  |           |         |
| Total                   | Total                                | 257 005 | 100,00 / 100,00 |       | 5 / 5     |         |
| Eleitorado/Participação | Eleitorado/Participação              | 363 713 | 70,66 / 100,00  | 11,58 |           |         |

### País Basco
| Partido                 | Partido                              | Votos     | %               | +/-   | Deputados | +/-     |
| ----------------------- | ------------------------------------ | --------- | --------------- | ----- | --------- | ------- |
|                         | Partido Nacionalista Basco           | 275 292   | 27,57 / 100,00  | 1,71  | 7 / 21    | 1       |
|                         | Partido Socialista Operário Espanhol | 190 235   | 19,05 / 100,00  | 7,43  | 5 / 21    | 2       |
|                         | União de Centro Democrático          | 168 607   | 16,88 / 100,00  | 4,07  | 5 / 21    | 1       |
|                         | Herri Batasuna                       | 149 685   | 14,99 / 100,00  | 10,79 | 3 / 21    | 3       |
|                         | Esquerda Basca                       | 80 098    | 8,02 / 100,00   | 1,95  | 1 / 21    | Estável |
|                         | Partido Comunista de Espanha         | 45 853    | 4,59 / 100,00   | 0,05  | 0 / 21    | Estável |
|                         | União Foral do País Basco            | 34 108    | 3,42 / 100,00   | 5,22  | 0 / 21    | 1       |
|                         | Movimento Comunista                  | 13 292    | 1,33 / 100,00   | -     | 0 / 21    | -       |
|                         | União Nacional                       | 10 979    | 1,10 / 100,00   | -     | 0 / 21    | -       |
|                         | Outros                               | 28 137    | 2,81 / 100,00   |       | 0 / 21    |         |
| Votos Inválidos         | Votos Inválidos                      | 24 264    | 2,39 / 100,00   | 0,11  |           |         |
| Total                   | Total                                | 1 020 550 | 100,00 / 100,00 |       | 21 / 21   |         |
| Eleitorado/Participação | Eleitorado/Participação              | 1 547 472 | 65,95 / 100,00  | 11,28 |           |         |

### La Rioja
| Partido                 | Partido                                      | Votos   | %               | +/-   | Deputados | +/-     |
| ----------------------- | -------------------------------------------- | ------- | --------------- | ----- | --------- | ------- |
|                         | União de Centro Democrático                  | 64 735  | 48,04 / 100,00  | 6,69  | 3 / 4     | 1       |
|                         | Partido Socialista Operário Espanhol         | 39 245  | 29,13 / 100,00  | 2,84  | 1 / 4     | Estável |
|                         | Coligação Democrática                        | 18 686  | 13,87 / 100,00  | 0,60  | 0 / 4     | 1       |
|                         | Partido Comunista de Espanha                 | 4 810   | 3,57 / 100,00   | 0,78  | 0 / 4     | Estável |
|                         | União Nacional                               | 1 569   | 1,16 / 100,00   | -     | 0 / 4     | -       |
|                         | Organização Revolucionário dos Trabalhadores | 1 546   | 1,15 / 100,00   | 0,29  | 0 / 4     | Estável |
|                         | Outros                                       | 3 502   | 2,59 / 100,00   |       | 0 / 4     |         |
| Votos Inválidos         | Votos Inválidos                              | 2 326   | 1,71 / 100,00   | 0,52  |           |         |
| Total                   | Total                                        | 136 419 | 100,00 / 100,00 |       | 4 / 4     |         |
| Eleitorado/Participação | Eleitorado/Participação                      | 186 097 | 73,31 / 100,00  | 10,76 |           |         |